# Abraham Teklehaimanot
Pour les articles homonymes, voir Teklehaimanot.
Abraham Teklehaimanot est un joueur puis entraîneur éthiopien de football.
Il a notamment exercé la fonction de sélectionneur de l'équipe nationale masculine entre 2008 et 2010. Depuis 2011, il est responsable de la sélection féminine.

## Carrière
À la fin de sa carrière de joueur, Teklehaimanot entraîne plusieurs équipes du championnat éthiopien comme le Guna FC, l'Ethiopian Coffee et le Muger Cement.
Teklehaimanot est nommé à la tête de l'équipe nationale en janvier 2008, à la suite du court passage de Tsegaye Desta (moins de six mois). Son mandat débute de bien sombre façon puisque le 29 juillet 2008, les manquements de la fédération éthiopienne vis-à-vis de la FIFA entraînent la suspension de toute compétition officielle. Par conséquent, les Walya, engagés dans les éliminatoires de la Coupe du monde 2010, en sont exclus alors qu'il ne reste que deux rencontres à jouer lors du premier tour. Les éliminatoires étant communes pour la Coupe du monde 2010 et pour la CAN 2010, l'Éthiopie perd également toute chance de disputer le tournoi continental, prévu en Angola. De la même façon, il lui est impossible de prendre part à la Coupe CECAFA des nations 2009.
La suspension est levée un an plus tard, en juillet 2009, à la suite de l'élection d'un nouveau collège dirigeant au sein de la fédération. Teklehaimanot peut donc reprendre son poste pour préparer la Coupe CECAFA des nations 2009. Le résultat est décevant avec une élimination à l'issue de la phase de poules, l'Éthiopie se classant troisième derrière la Zambie et le Kenya.
Le technicien éthiopien est démis de ses fonctions en juin 2010. Il est remplacé par le Nigérian Ifem Onuora. Avec une durée de deux ans et demi, son mandat reste le plus long effectué par un entraîneur à la tête de la sélection éthiopienne.
Par la suite, il prend la tête de l'équipe d'Éthiopie féminine, la conduisant notamment en phase finale de la CAN féminine 2012 en Guinée équatoriale. Versé dans la poule B en compagnie du Nigeria, du Cameroun et de la Côte d'Ivoire, l'Éthiopie termine à la dernière place sans remporter un seul match et est éliminé de la compétition.